# Косоротов, Сергей Марк Сергеевич
Сергей Марк Сергеевич Косоротов (род. 16 июня 1999 года, Москва) — российский гандболист, левый полусредний польского клуба «Висла» и сборной России. Мастер спорта России.

## Карьера
Родился 16 июня 1999 года в Москве. Сын советского и российского дзюдоиста Сергея Косоротова. Гандболом начал заниматься в возрасте 13 лет в кунцевской спортшколе, а через три года продолжил обучение в УОР №2. В сезоне-2015/16 начал профессиональную карьеру в московском клубе «Училище олимпийского резерва № 2». 
С сезона-2017/18 играет в клубе «Чеховские медведи».
25 июня 2020 года подписал контракт на 2 года с польской «Вислой», вступающий в силу с сезона-2021/22.
Выступал за сборные России разных возрастов, с 2017 года вызывается в мужскую сборную России. Участник чемпионатов мира 2019 и 2021 годов и чемпионата Европы 2020 года. Лучший бомбардир сборной России на ЧМ-2021 (24 гола в шести матчах).

## Достижения
Командные
- Чемпион России: 2018, 2019, 2020
- Обладатель Кубка России: 2018, 2019, 2020
- Победитель Суперкубка России: 2018, 2019, 2020
- Обладатель Кубка Польши: 2021, 2022
- Чемпион Венгрии: 2023, 2024, 2025
- Обладатель Кубка Венгрии: 2023, 2024

Личные
- Лучший левый полусредний чемпионата России: 2019/20[7]